# Villa Ramona
La Villa Ramona és un edifici del municipi de Figueres (Alt Empordà) que forma part de l'Inventari del Patrimoni Arquitectònic de Catalunya. És un edifici situat a l'eixample de la ciutat. Casa de planta baixa amb una façana que presenta el portal central i dues finestres laterals amb reixa ferrada; totes les obertures compten amb guardapols esglaonat de decoració ceràmica, subjectades per mènsules. Coronen la façana els forats de ventilació, una motllura i la barana de pedra partida per un cos central amb la inscripció "Villa Ramona". La coberta és per terrassa.